# Émile Houzé
Pour les articles homonymes, voir Houzé.
Émile Houzé (1848-1921) est un anthropologue belge.

## Biographie
Émile Houzé étudia la médecine à l'Université libre de Bruxelles, puis l'anthropologie à Paris, auprès de Léonce Manouvrier.
La germanophobie mena Émile Houzé à théoriser la supériorité des Celtes sur les Germains, et en particulier des Wallons sur les Flamands.
Jules Destrée fut, parmi d'autres militants wallons, influencé par les travaux d'Émile Houzé, notamment dans son regard sur les « métis » bruxellois.

## Publications
- Les Indices céphaliques des Flamands et des Wallons, 1882
- Les Australiens du Musée du Nord, 1885 (avec Victor Jacques)
- Les Élections communales du 19 octobre 1884, au point de vue anthropologique, 1885
- Le Pithecanthropus erectus, 1896
- L'Aryen et l'Anthroposociologie : étude critique, 1906